# LOINC
LOINC (англ. Logical Observation Identifiers Names and Codes — Наименования и коды идентификаторов логического наблюдения) — база данных и универсальный стандарт для идентификации медицинских врачебных и лабораторных наблюдений.
Одобрен Ассоциацией американских клинических лабораторий и Колледжем американских патологоанатомов. С момента создания в базу данных входят не только медицинские и лабораторные кодовые имена, но также: сестринский диагноз (nursing diagnosis), сестринские процедуры (nursing interventions), классификация результатов (outcomes classification) и набора данных при уходе за пациентом (patient care data set).
Правообладатель — Regenstrief Institute, Inc. (США).

## Функции
LOINC применяет универсальные кодовые имена и идентификаторы для медицинской терминологии, связанной с электронными медицинскими картами. Цель заключается в оказании помощи (стандартизации номенклатуры) в рамках электронного обмена и сбора клинических результатов (например, лабораторных исследований, клинических наблюдений, результатов управления и исследований).
Стандарты, такие, как IHE или HL7, используют LOINC для передачи данных по электронным каналам из различных систем отчетности в соответствующие медицинские сети. Однако соответствующая медицинская информация определяется множеством значений кодов, которые могут меняться в зависимости от организаций, предоставляющих этих результаты. Это имеет очевидные недостатки, так как, потребует принять различные коды для доступа и управления информацией, получаемой из различных источников. Поставщики, управляющие медицинской помощью, например, часто заключают контракты, по которым определяется возмещение за каждый этап оказания медицинской помощи и уникальный код, чтобы активировать автоматические выплаты возмещений. Трансляция специального кода для каждой компании в соответствующий универсальный код может потребовать значительные затраты человеческого и финансового капитала.
LOINC является одним из стандартов, использующийся в системе федерального правительства США для электронного обмена клинической медицинской информацией. В 1999 году он был определен Организацией разработчиков стандарта HL7 как предпочтительный набор кодов для имен лабораторных тестов в транзакциях между медицинскими учреждениями, лабораториями, оборудованием лабораторий и органами здравоохранения.

## Формат
Формальное уникальное название, состоящее из 6 частей, даётся каждому термину для тестов и персональных наблюдений. База данных по состоянию на конец 2011 года включала 68 350 терминов, которые могут быть доступны и понятны всем.
Каждая запись базы данных включает в себя шесть полей для уникального определения каждого определяемого теста, наблюдения или измерения:
- компонент — то, что измеряется, оценивается, или наблюдается (пример: мочевина);
- вид свойства — характеристика того, что измеряется, такие как длина, масса, объём, штамп времени и т. д.;
- аспект времени — интервал времени, в течение которого наблюдение или измерение было сделано;
- система — контекст либо тип образца, в рамках которого наблюдение было сделано (например: крови, мочи);
- тип шкалы — шкала измерения. Шкала может быть количественной, порядковой, номинальной или описательной;
- тип метода — процедура, используемая для измерения или наблюдения.

Уникальный код (формат: nnnnn-n) присваивается каждой записи при регистрации. Другие поля базы данных включают состояние и информацию сопоставления для управления изменениями, синонимов, связанных с ним терминов, информации о веществе (например, молярная масса, CAS номер в реестре), выборов ответов по номинальной шкалы, переводов.

## Использование
Некоторыми из преимуществ, вытекающих из применения LOINC, могут быть улучшение связи в комплексных медицинских сетях, улучшение всего сообщества электронных медицинских карт, автоматическая передача в органы здравоохранения тематических докладов по определенным болезням (например, по контролю заболеваний для выявления эпидемий), улучшенную передачу информации о платежах за оказанные услуги и значительное улучшение общего качества медицинской помощи, сокращение ошибок в системе.
Тот факт, что универсальные стандарты распространяются (если они не приняты национальными организациями и агентствами), является свидетельством того, что диалог будет продолжен в отношении разработки, структурирования, финансирования, мониторинга, обеспечения реализации и интеграции стандартов в рамках более широкой системы здравоохранения.
Международный интерес к LOINC продолжает расти. Был предпринят ряд усилий, чтобы перевести документы и термины LOINC на различные языки, такие как Китайский язык, Немецкий язык, Испанский язык.
По состоянию на апрель 2012 года, программное обеспечение RELMA (Regenstrief LOINC Mapping Assistant) предоставляется отдельно для скачивания, и содержит дополнительные словарные индексы на испанском языке, китайском языке, немецком языке, итальянском языке, эстонском языке или корейском языке, что позволяет осуществлять поиск на этих языках в дополнение к английскому языку. С версии LOINC 2.44 (июнь 2013 года) в состав RELMA включён русский языковой вариант, подготовленный в ЯГМА.